# Caaveiro (Capela)
Caaveiro (llamada oficialmente San Boulo de Caaveiro) es una parroquia española del municipio de Capela, en la provincia de La Coruña, Galicia.

## Otras denominaciones
La parroquia también se denomina San Braulio de Caaveiro.

## Entidades de población
Entidades de población que forman parte de la parroquia:
- Braña (A Braña)
- Corbeira (A Corveira)
- A Fonte
- Graña (A Graña)
- La Iglesia (A Igrexa)
- Porta (A Porta)
- Cenzoi
- Ameneiro (O Ameneiro)
- Vidueiro (O Bidueiro)
- O Cruceiro
- Pazo (O Pazo)
- Porto do Corgo (O Porto do Corgo)
- Calzados (Os Calzados)
- Campos (Os Campos)
- Inxertados (Os Enxertados)
- Paizás

## Despoblado
- Xesteira (A Xesteira)

## Demografía
| Gráfica de evolución demográfica de Caaveiro entre 2000 y 2023 |
|                                                                |
| Datos según el nomenclátor publicado por el INE.               |